# Jon Leuer
Jon Leuer   (Long Lake, 14 de maig de 1989) és un jugador de bàsquet nord-americà que pertany a la plantilla dels Detroit Pistons de l'NBA. Amb 2,08 metres d'alçada, juga en la posició d'aler pivot.

## Biografia
Leuer va néixer a Long Lake, Minnesota i va assistir a l'Orono High School a Long Lake, on va ser classificat com el 82è millor reclutat universitari de la nació des de la promoció de 2007. Un informe d'exploració deia: "A 6 peus 10 i 228 lliures, Leuer definitivament necessita una mica de temps per omplir el seu marc per a un alt major No obstant això, és un tirador pur amb bones habilitats generals amb la pilota rebotejador. Podria ser un jugador d'impacte amb la seva mida i un conjunt d'habilitats únics si es fa més fort."
Un altre va declarar: "Volava sota el radar abans de la primavera del 2006. Excel·lent jugador des de darrere de la ratlla, sobretot si es té en compte que empènyer 6-10. Cara amunt quatre homes hauran d'afegir força per assolir el seu potencial. Podria ser un Andrew Brackman tipus de forward."